# ニック・ロス (ラグビー選手)
ニック・ロス（Nick Ross、1992年8月5日 - ）は、ニュージーランド出身のラグビー選手。

## プロフィール
- ポジションはロック(LO)。
- 身長 196cm、体重 110kg
- ニックネームはニック。
- U20ニュージーランド代表に選ばれたことがある[2]。

## 略歴
ハミルトンボーイズ高校、ワイカト大学、ワイカトを経て、2015年、NECグリーンロケッツに加入。同年11月28日に行われたジャパンラグビートップリーグ第3節のヤマハ発動機ジュビロ戦に先発出場で日本での公式戦初出場を果たす。
2017年、クボタスピアーズに加入。
2018年、クボタスピアーズを退団した。